# انجمن نویسندگان فرانسوی‌زبان
انجمن نویسندگان فرانسوی‌زبان (ADELF) یکی از انجمن‌های ادبی فرانسه است. این انجمن در ۳ فوریه ۱۹۲۶ تاسیس شد ، هدف آن ترویج ادبیات فرانسه از طریق برگزاری رویدادها و جوایز است.

## جوایز
- جایزه ادبی کارائیب
- جایزه بزرگ ادبی آفریقای سیاه
- جایزه مدیترانه آفریقا / مغرب
- قیمت آلپ و ژورا
- جایزه ادبی آسیا
- جایزه بزرگ ادبی برای نویسندگان بلژیکی فرانسوی‌زبان
- جایزه ادبی اروپا
- جایزه فرانسه - لبنان
- جایزه بزرگ دریا
- جایزه بزرگ ادبی هند و اقیانوس آرام
- جایزه اولین اثر ادبی فرانکوفونی